# Cratere Rachmaninoff
Rachmaninoff  è un cratere sulla superficie di Mercurio.